# Fort Kijkduin

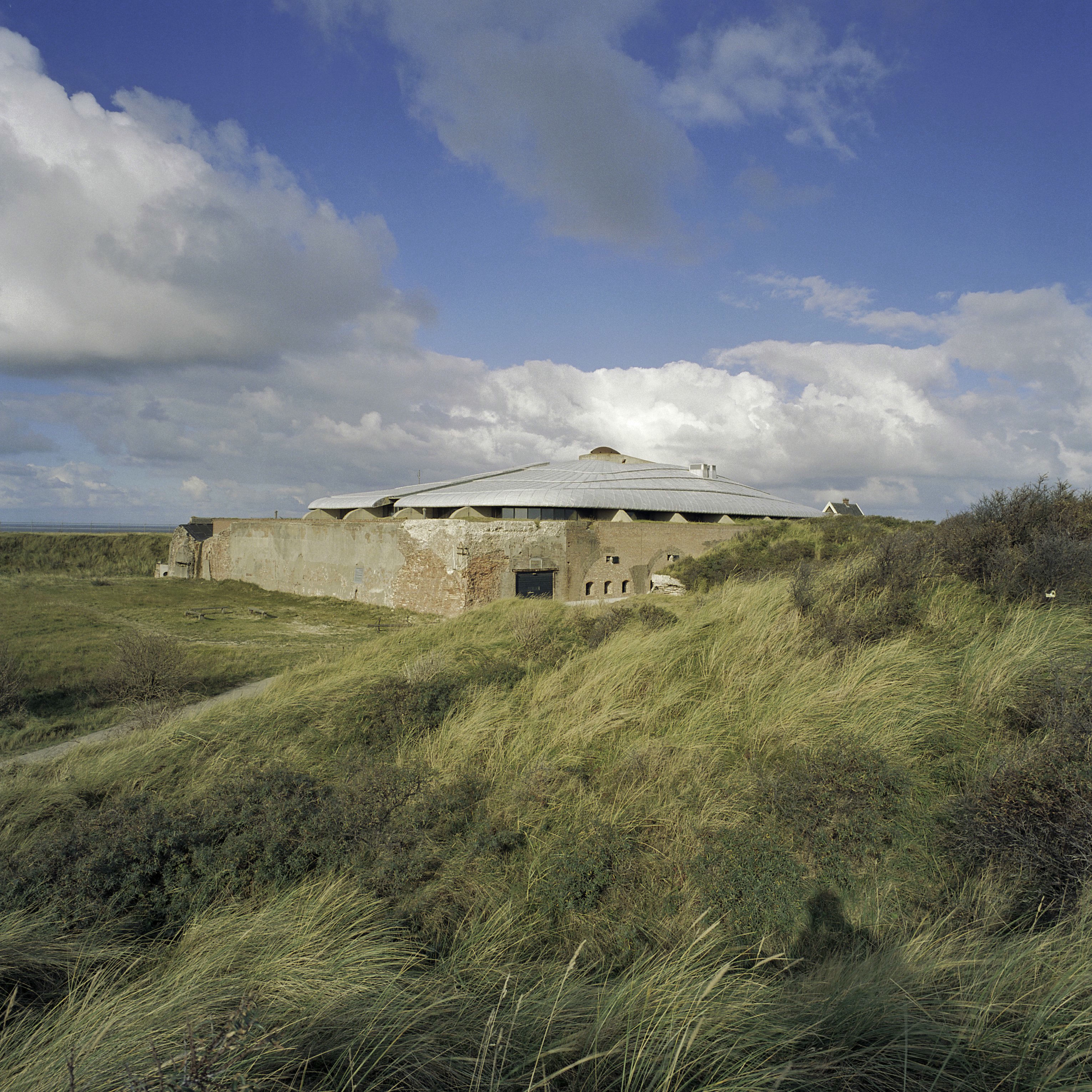
Blick auf die Ostseite von Fort Kijkduin

Das frühere Fort Kijkduin (zu Beginn Fort Morand genannt) befindet sich in der niederländischen Stadt Den Helder.

## Beschreibung

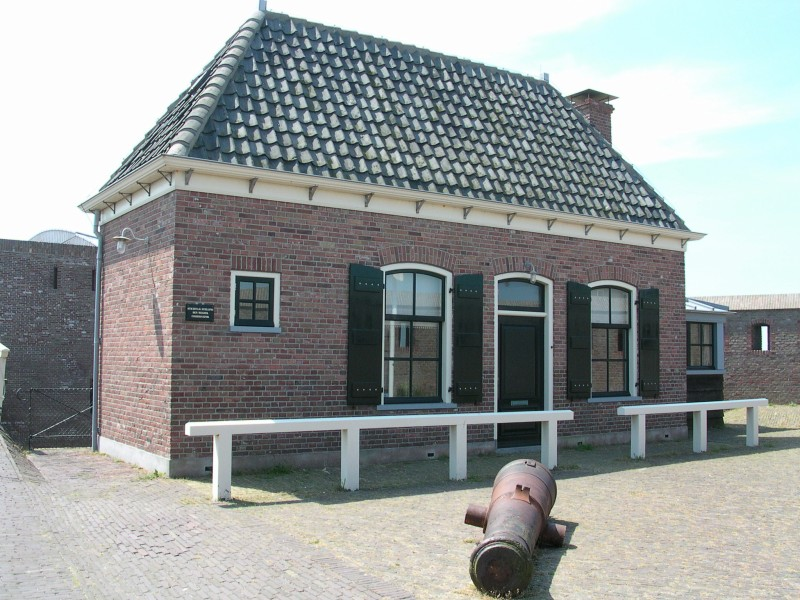
Wachhaus am Eingang des Forts

Das Bauwerk befindet sich westlich von Den Helder, in Sichtweite zum Strand. Das Gelände wird von einer hohen Verteidigungsmauer umgeben, die auch „Trommler“ (niederl. tamboer) genannt wird. Dahinter befinden sich zunächst ein Wachhaus und das Wohnhaus des Fortwächters. Von hier aus führt eine 65 Meter lange Rampe in das sogenannte „Réduit“, in dem sich einst die Unterkünfte der hier stationierten Soldaten befanden. Dieses besteht aus acht Gewölben, von denen die ersten beiden heute ein Aquarium beherbergen, während sich in den übrigen sechs ein Museum befindet, das sich mit der Geschichte des Forts befasst.

## Geschichte

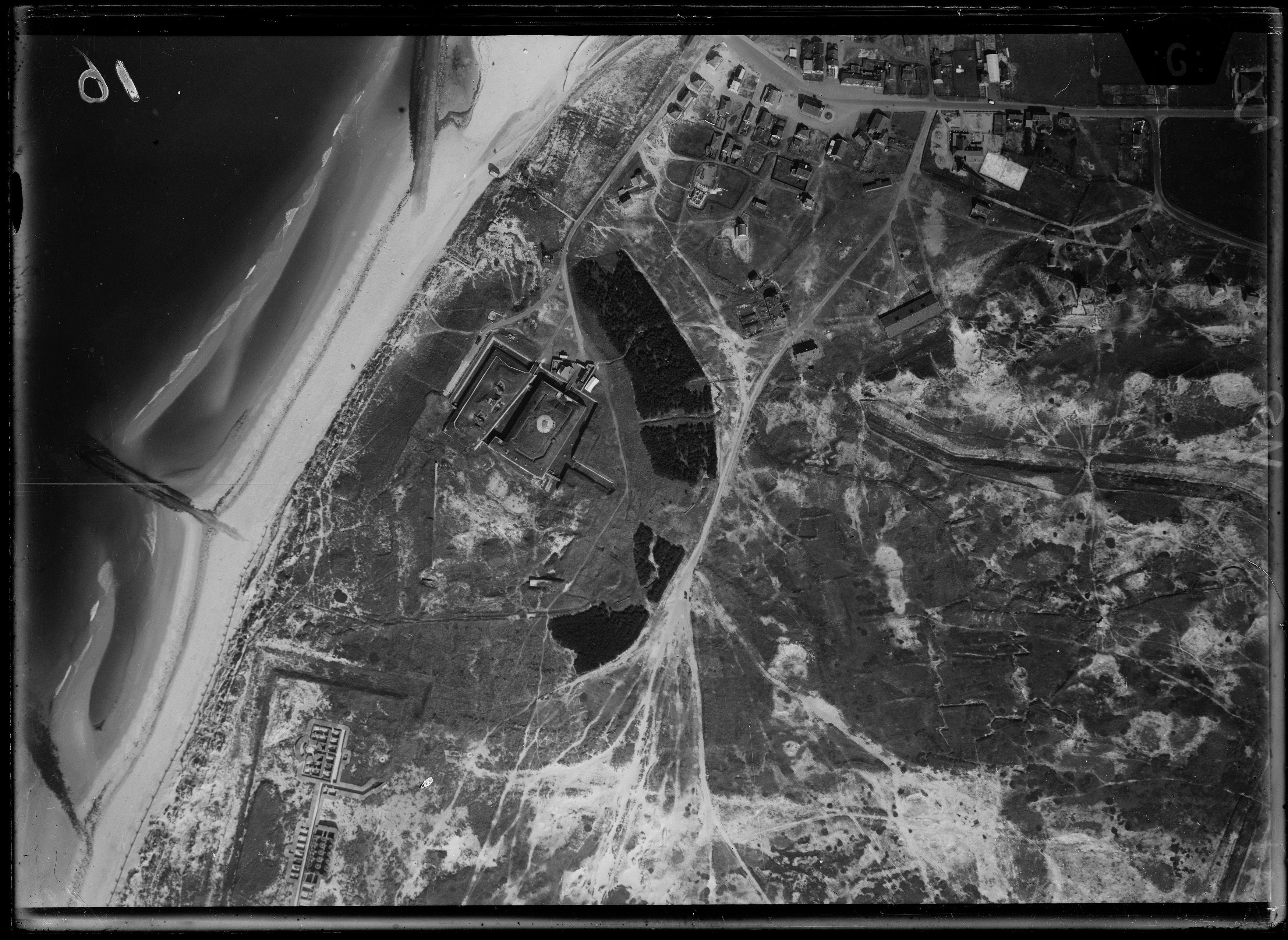
Luftaufnahme von Fort Kijkduin, datiert etwa 1920 – 1940

Kaiser Napoléon Bonaparte ordnete 1811 den Bau des Forts Morand in der strategisch bedeutsamen Stadt Den Helder an. Während der Bauphase zwischen 1811 und 1813 wurden neben Handwerkern aus der Provinz Nordholland auch hunderte spanischer Kriegsgefangener eingesetzt. Die Baukosten des Forts werden auf insgesamt etwa 230.000 Französische Franc geschätzt.
Kurz nach Fertigstellung des Forts wurde Napoleon in der Völkerschlacht bei Leipzig besiegt, viele der von ihm in den Niederlanden angelegten Stellungen wurden daraufhin aufgegeben oder gesprengt. Fort Morand wurde jedoch noch bis zum 4. Mai 1814 durch den niederländisch-französischen Admiral Carel Hendrik Verhuell gehalten. Am 28. Juni 1814 ließ Wilhelm I., der souveräne Fürst der Niederlande, den Namen des Forts von Morand per Dekret zum heutigen Kijkduin ändern. 
Am 29. Mai 1820 besuchte selbiger erneut die Verteidigungsanlagen von Den Helder. Berichten zufolge war er vor allem mit der Verfüllung des Trockengrabens von Fort Kijkduin nicht einverstanden. In den Jahren 1821 und 1822 wurde ein 22 Meter hoher, befestigter Leuchtturm auf dem höchsten Punkt des Forts errichtet.
Während des Ersten Weltkriegs wurde das Kommando über Fort Kijkduin und die anderen Stellungen entlang der Verteidigungslinie von Den Helder dem Kommandanten der Marinebasis Willemsoord in Den Helder übergeben. Am Strand südöstlich des Forts wurden 1916 erste Tests mit stahlbetonverstärkten Panzersperren durchgeführt.
1938 begann in den Niederlanden die Mobilmachung in Erwartung des Zweiten Weltkriegs, Fort Kijkduin blieb jedoch zunächst größtenteils unbemannt. Lediglich eine kleine Besatzung zur Koordinierung von Artilleriefeuer war vorhanden. Im Mai 1940 wurde das Fort kampflos an Soldaten der deutschen Wehrmacht übergeben. Unter deutscher Besatzung wurden die Befestigungen des Forts teils erheblich verstärkt und das Fort in den Atlantikwall integriert. Außerdem wurden Anlagen installiert, die es erlaubten LKWs unerkannt zu entladen. Dies geschah deshalb, da in Fort Kijkduin Tests an neuen Torpedos und Flugabwehrwaffen durchgeführt wurden. 1942 wurde östlich des Forts der noch heute sichtbare Kroontjesbunker als Kommandostand für die Flugabwehr errichtet. Trotz mindestens 117 nachgewiesener Bombardierungen der Stadt Den Helder wurde Fort Kijkduin im Verlauf des Krieges nie selbst bombardiert.
1996 wurde das Fort durch die Stiftung Stelling Den Helder renoviert und seiner heutigen Verwendung als Museum zugeführt.

## Museum

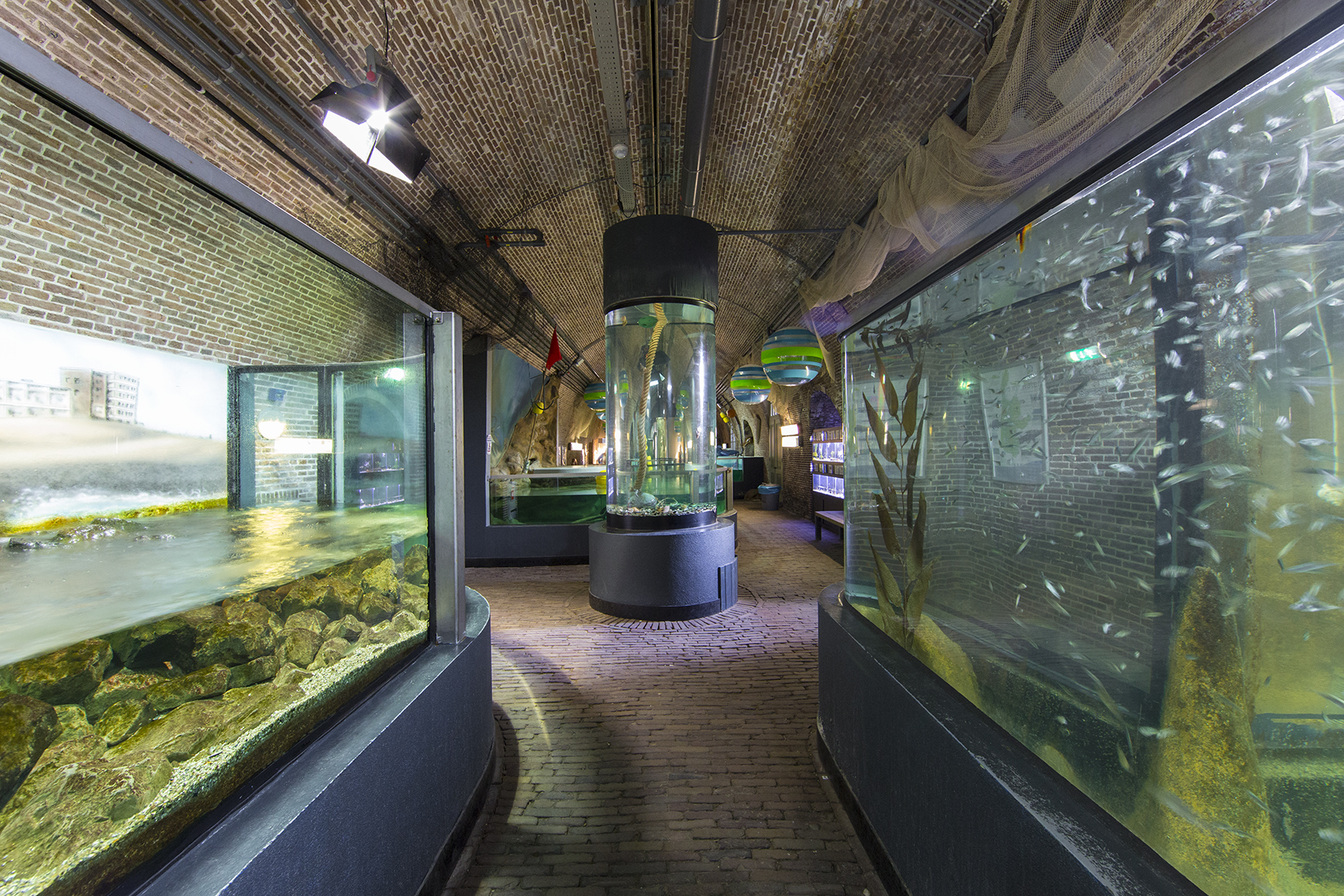
Das Aquarium in den Gewölben des Forts

Heute ist das Fort als Museum ausgebaut. Es bietet den Gang durch unterirdische Gewölbe, umfangreiche Präsentationen der historischen Waffen sowie Präsentation von Waffen aus dem Zweiten Weltkrieg und eine hervorragende Aussicht auf die Nordsee. Ergänzt wird die Ausstellung durch ein größeres Seewasseraquarium inklusive eines 12 Meter langen Glastunnels, unter dem die Besucher herlaufen können. Dieser war 1996 der erste seiner Art in den Niederlanden. Das Aquarium befasst sich thematisch mit der Unterwasserwelt der Nordsee.
Das Fort ist heute offiziell als Rijksmonument ausgewiesen.